# 御香宮神社
御香宮神社（ごこうのみやじんじゃ、ごこうぐうじんじゃ）は、京都市伏見区御香宮門前町にある神社。旧社格は府社。
伏見区内の伏見・桃山・向島地区の産土神であり、単に「御香宮」、親しみを込めて「ごこんさん」などと通称される。
神功皇后を主祭神とし、夫の仲哀天皇、子の応神天皇ほか六神を祀る。神功皇后の神話における伝承から、安産の神として信仰を集める。

## 祭神
- 主祭神 - 神功皇后
- 相殿神 - 応神天皇、仲哀天皇、仁徳天皇、高良大明神、宇倍大明神、瀧祭神、河上大明神、菟道稚郎子尊、白菊大明神

## 歴史
式内社の御諸神社の論社とする説がある。創建の由緒は不詳であるが、貞観4年（862年）に社殿を修造した記録がある。伝承によるとこの年、御諸神社境内より良い香りの水が湧き出し、その水を飲むと病が治ったので、時の清和天皇から「御香宮」の名を賜ったという。この湧き出た水は「御香水」として名水百選に選定されている。ボトルを持参して取水する地元民も多い。菟芸泥赴によれば筑紫国香椎宮から勧請したという記録がある。
全国にある「香」の名前のつく神社は、古来、筑紫国の香椎宮との関連性が強く神功皇后を祭神とする当社は最も顕著な例である。
豊臣秀吉は、伏見城築城の際に当社を城内に移し、鬼門の守護神とし（現在でも古御香宮として残っており、また伏見宮貞成親王に関係が深かったこともあり、境内は陵墓参考地として指定されている）、社領三百石を寄進した。
慶長10年（1605年）には徳川家康によって元の位置に戻され、京都所司代板倉勝重を普請奉行として本殿が造営された。表門は伏見城の大手門を移築したものである。
明治元年（1868年）に起こった鳥羽・伏見の戦いでは、官軍（薩摩藩）の本営となり、大手筋を挟んで南側にあった幕府軍（会津藩・新選組）の本営・伏見奉行所を砲撃して陥落させている。当社の建物は無事であった。
その後、府社に列せられている。
昭和に入ってからはすぐ東を通る国道24号線の拡幅に伴い、境内の一部を道路用地として提供し、その際に元伏見奉行所の跡で、米軍のキャンプ地の跡である桃陵団地建設の際に発見された小堀遠州ゆかりの庭園が、造園家・中根金作の手によって、社務所の裏側に再現された。
本殿には、菊の御紋や五七の桐紋、葵の御紋が見られる。

## 境内
- 本殿（重要文化財） - 慶長10年（1605年）に徳川家康の命令で板倉勝重が普請奉行となって再建。平成2年（1990年）の修理で極彩色の彫刻が復元された。
- 伏見の御香水 - 徳川義直、徳川頼宣、徳川頼房はこの水を産湯として使用したという。
- 拝殿（割拝殿、京都府指定有形文化財） - 寛永2年（1625年）に徳川頼宣の寄進によって再建。中国の登龍門の故事に基づいた極彩色彫刻が唐破風元にある。
- 絵馬堂
- 九社殿
- 能舞台
- 社務所
- 庭園「遠州ゆかりの石庭」 - 元和9年（1623年）に伏見奉行に就任した小堀遠州が伏見奉行所内に作庭した庭を、昭和32年（1957年）に中根金作が当地に再現したもの。
- 神馬舎
- 稲荷社 - 祭神：菊姫大明神
- 弁天社
- 松尾社
- 東照宮 - 祭神：徳川家康
  - 本殿
  - 拝殿
- 北門
- 北合祀社 - 春日社、天満社、新宮社、熊野社、那智社、金札社
- 大神宮 - 祭神：天照皇大神、豊受大神
- 豊国社 - 祭神：豊臣秀吉
- 東合祀社 - 若宮八幡社、恵比須社、八坂社、住吉社
- 土蔵
- 神輿蔵
- 九香軒
- 参集館
- 貴賓館
- 大杉社 - 祭神：大杉大明神
- 表門（重要文化財） - 元和8年（1622年）、徳川頼房が伏見城の大手門を貰い受け、当社に寄進したもの。中国の二十四孝の蟇股がある。

### 桃山天満宮

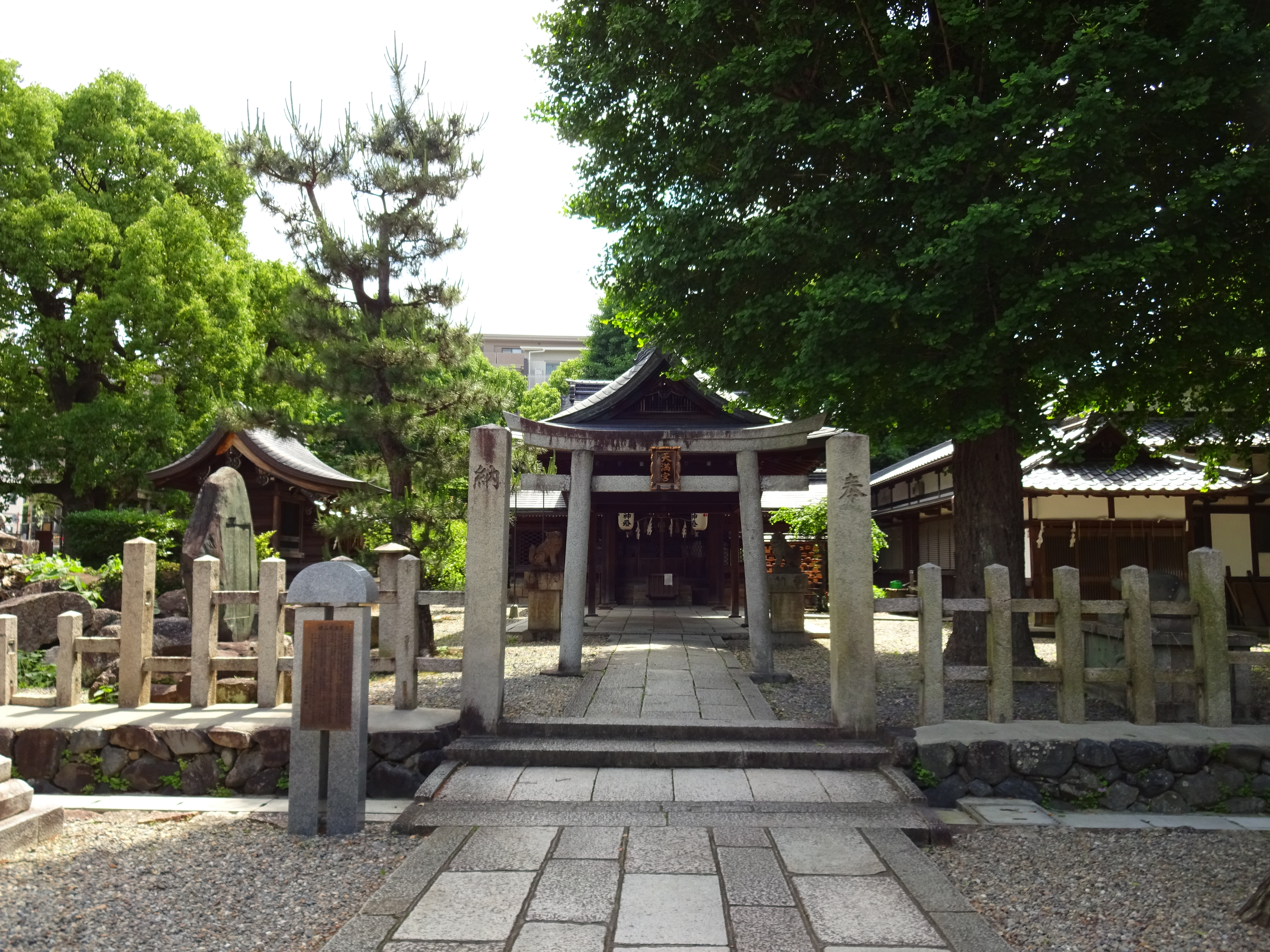
桃山天満宮

境内の東側に桃山天満宮が鎮座しているが、御香宮神社の摂社などではなく独立した神社である。創建は応永元年（1394年）。文禄3年（1594年）に伏見城下の前田利家邸内に移転する。天保12年（1841年）に御香宮の西に移転するが、昭和44年（1969年）に現在地に遷座する。
- 本殿
- 幣殿
- 拝殿
- 社務所
- 厳島社
- 合祀社 - 老松社、白大夫社、紅梅殿
- お社
- 伏見城跡残石 - 伏見城の石垣の石。

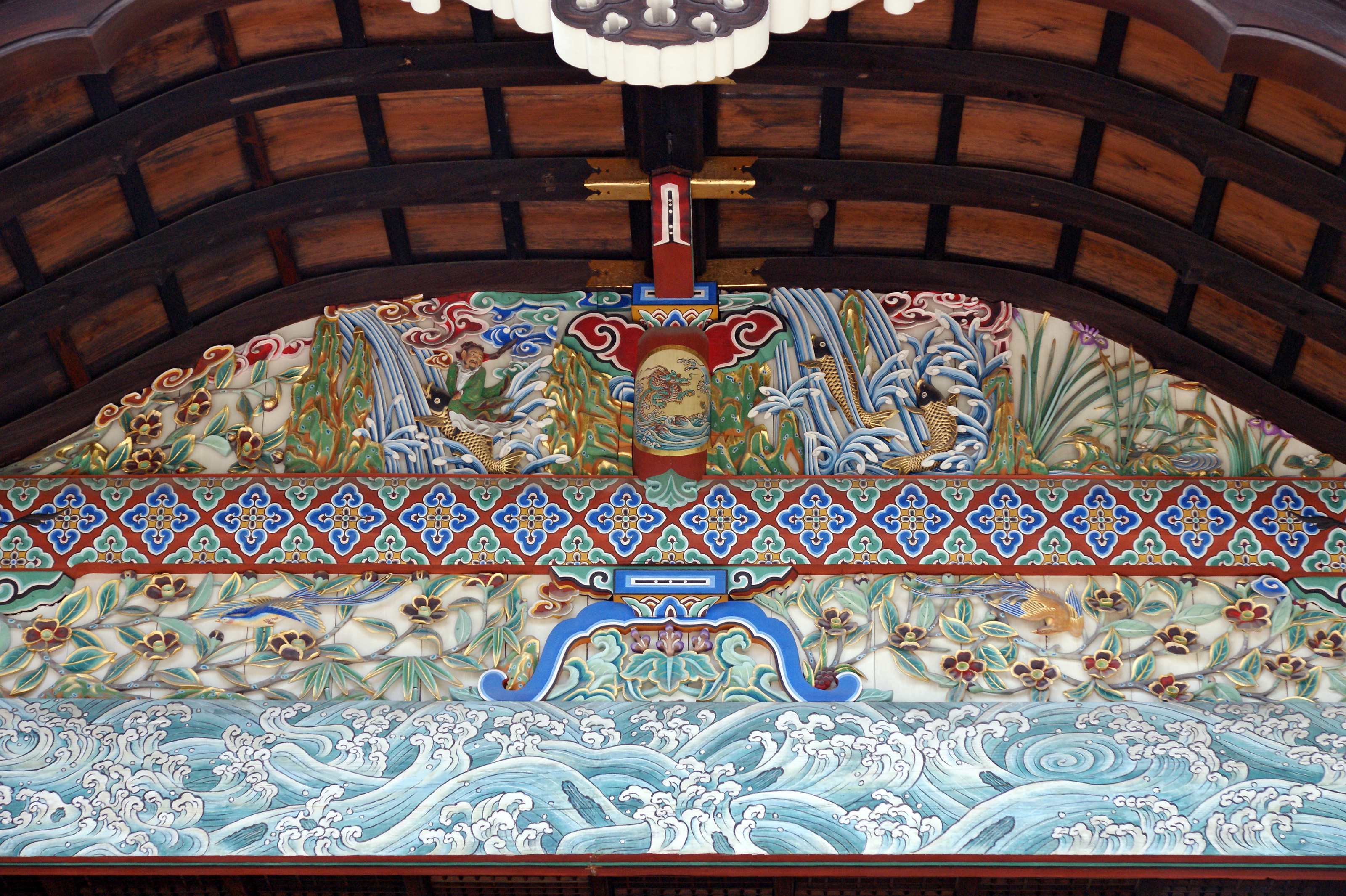
拝殿の極彩色唐破風彫刻
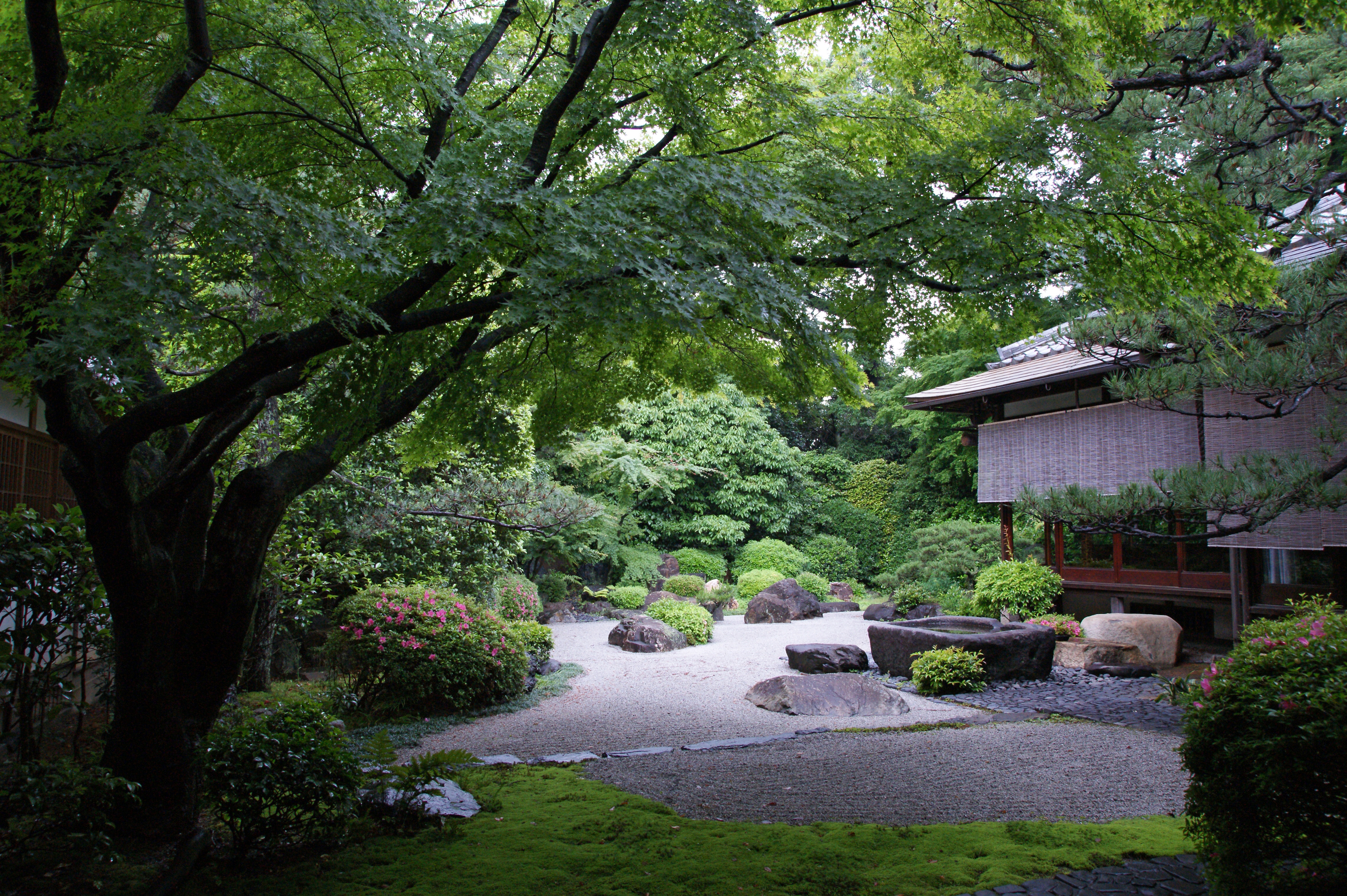
庭園
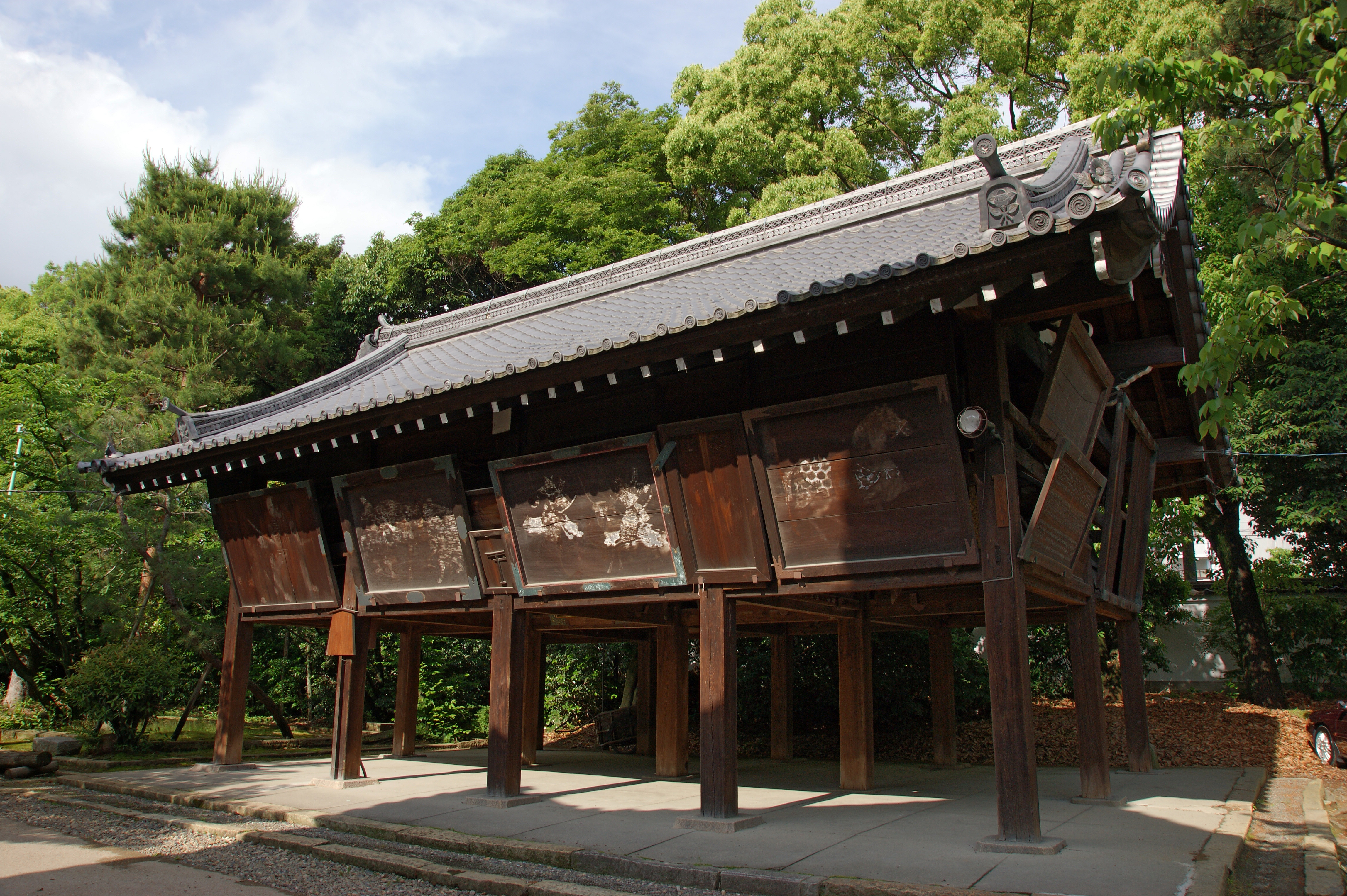
絵馬堂
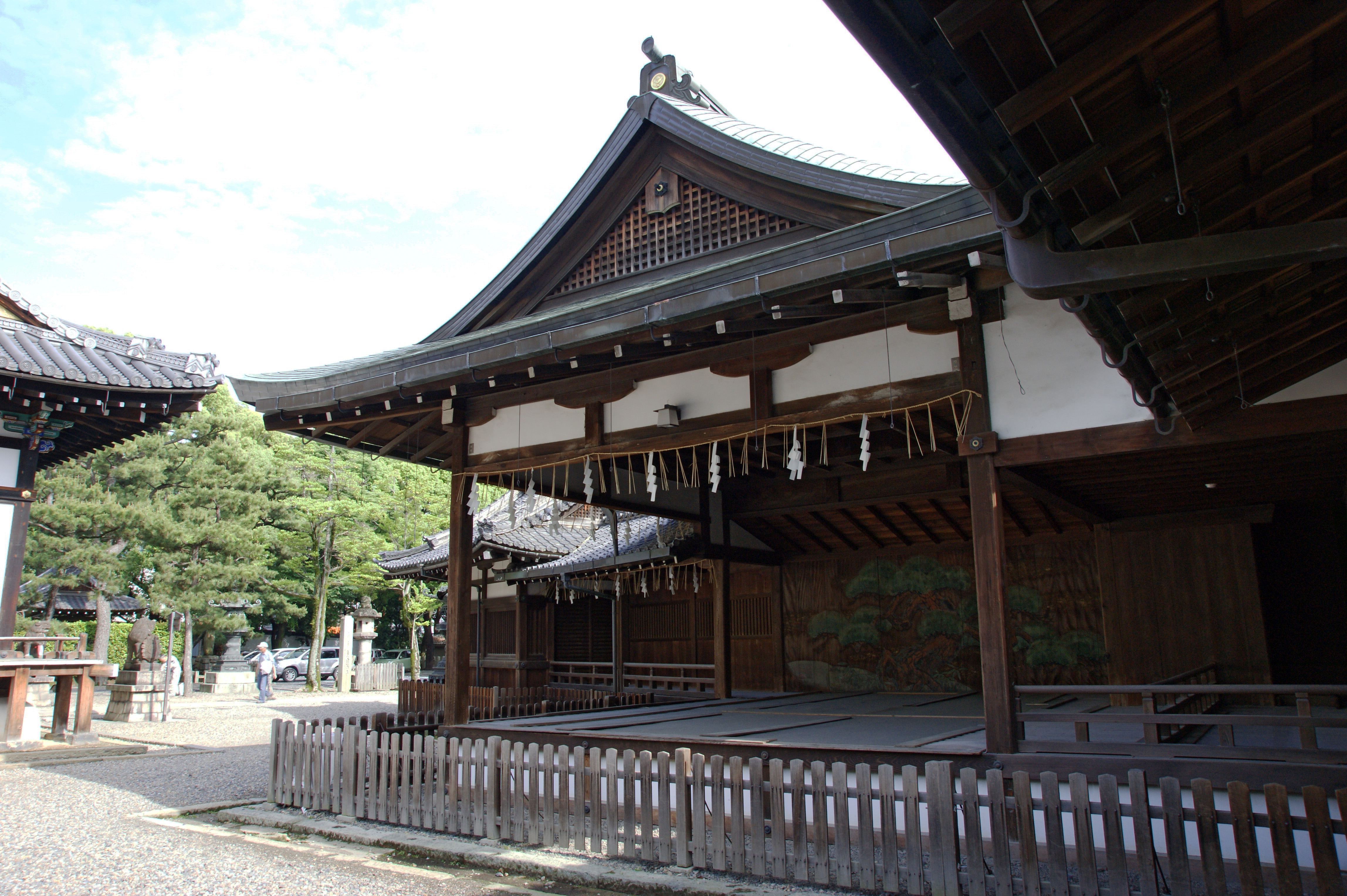
能舞台
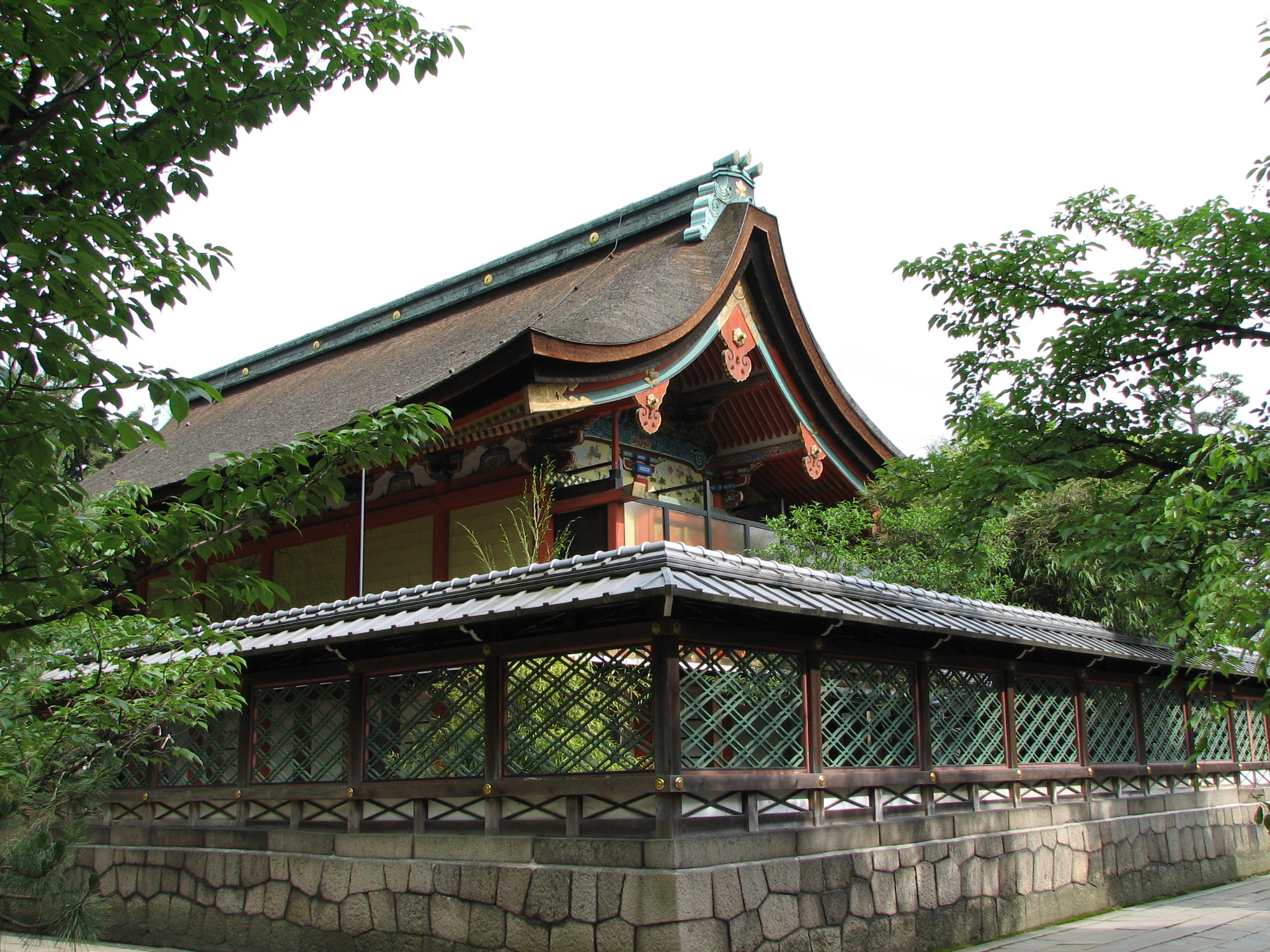
本殿
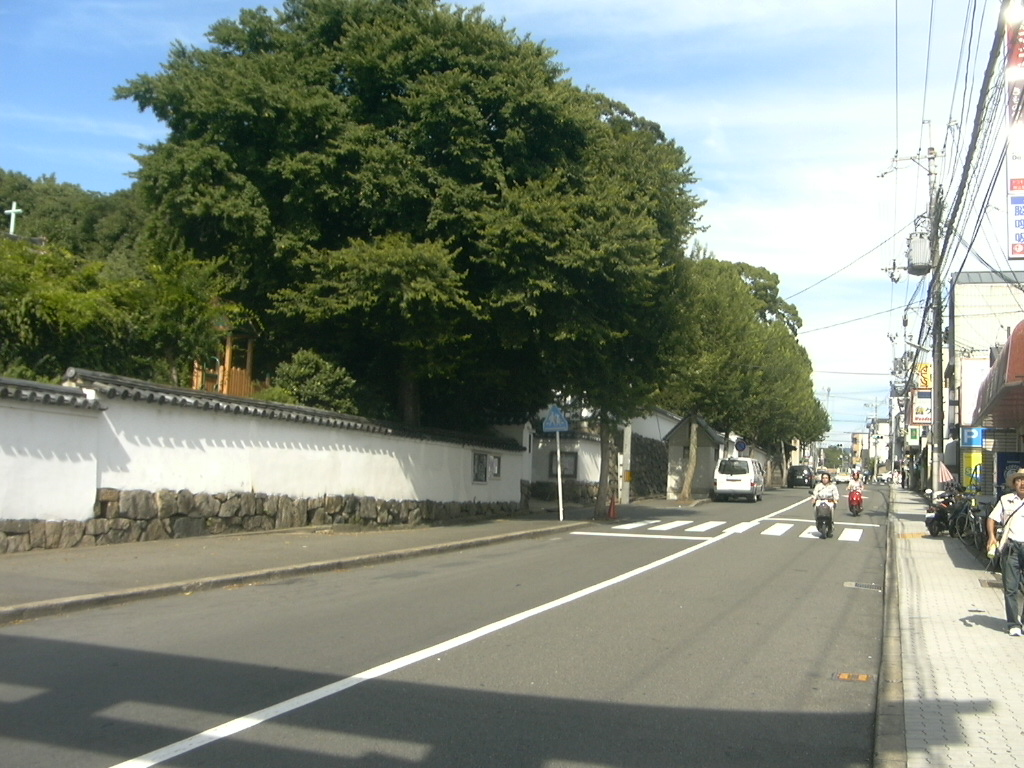
神社周辺
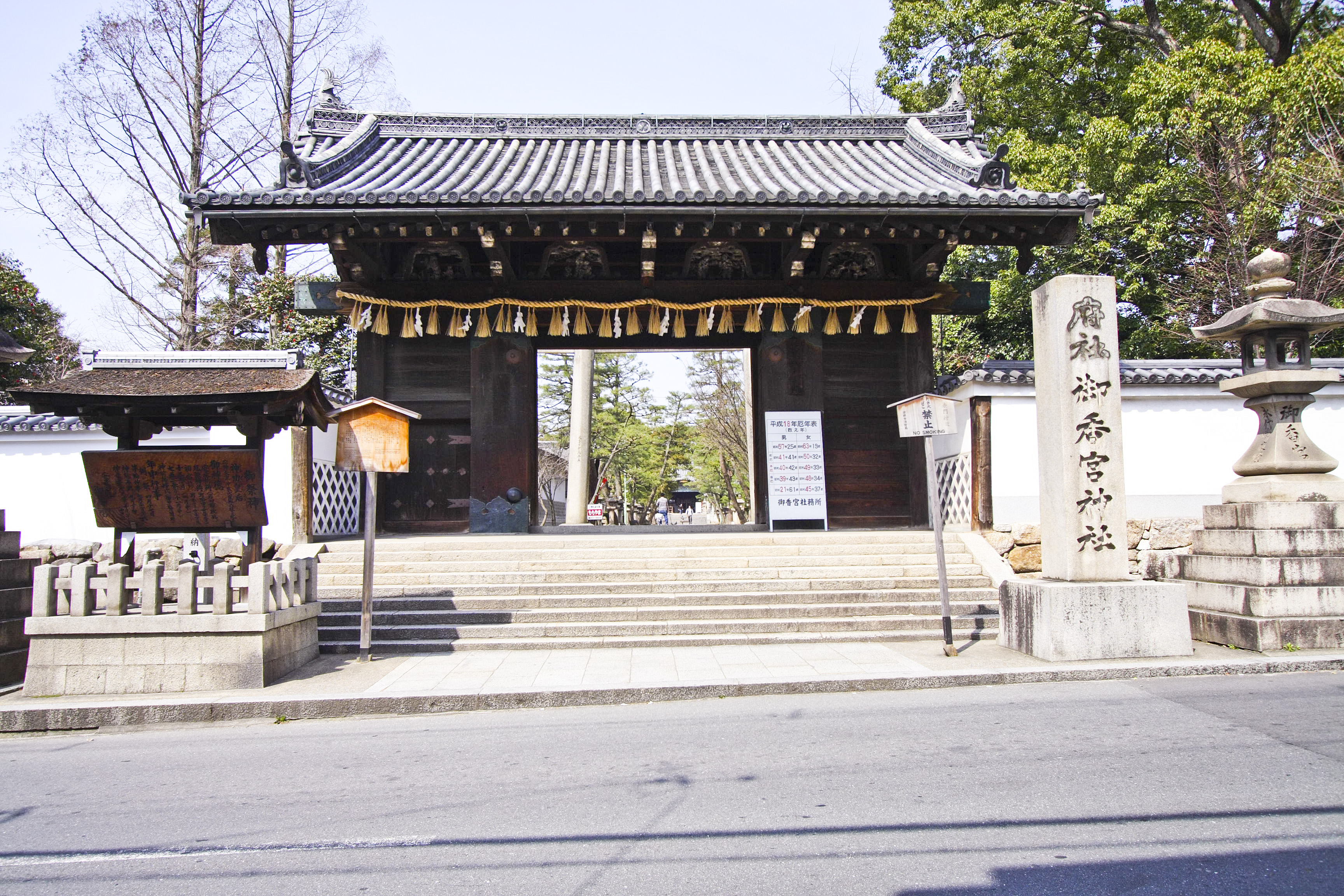
表門
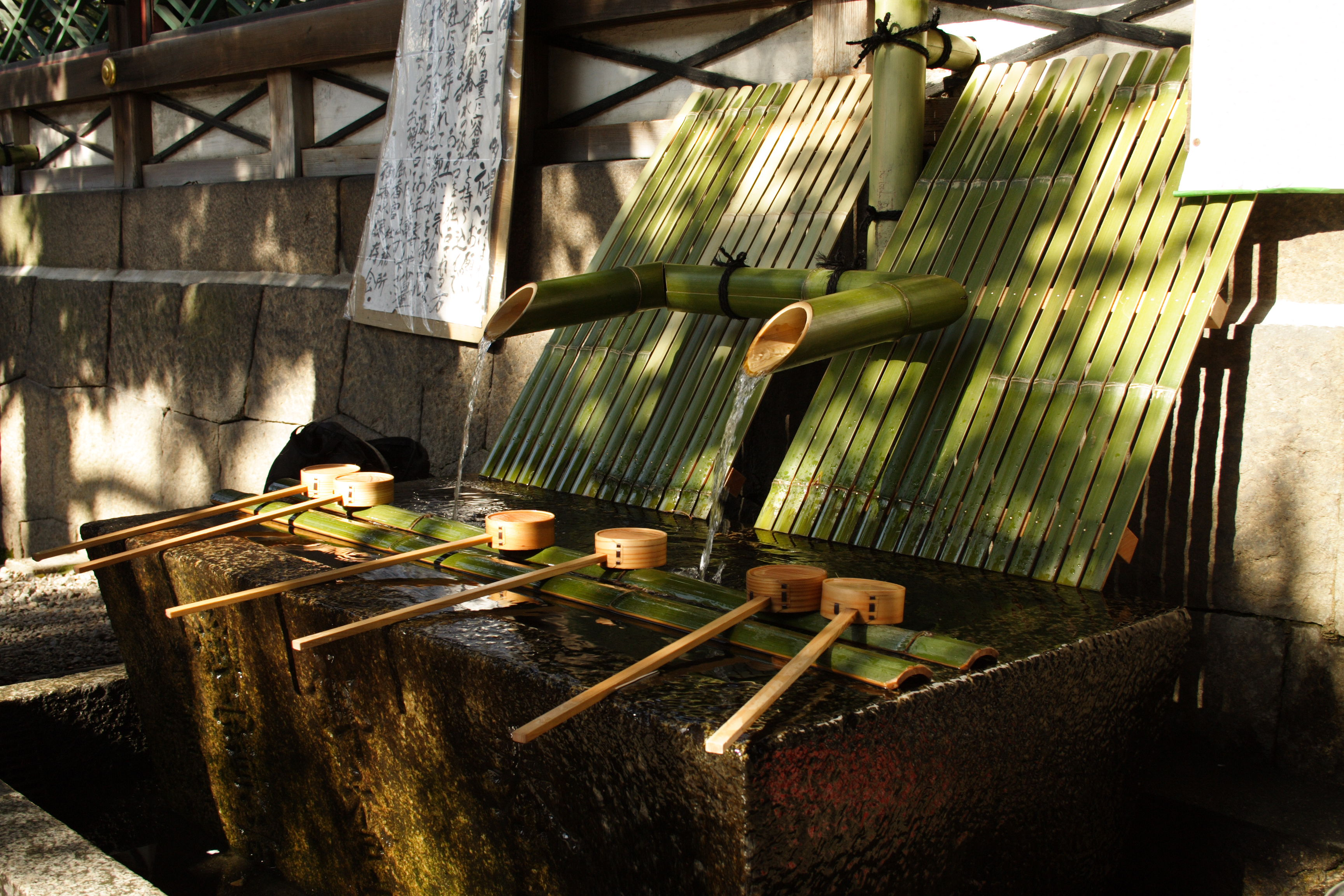
御香水
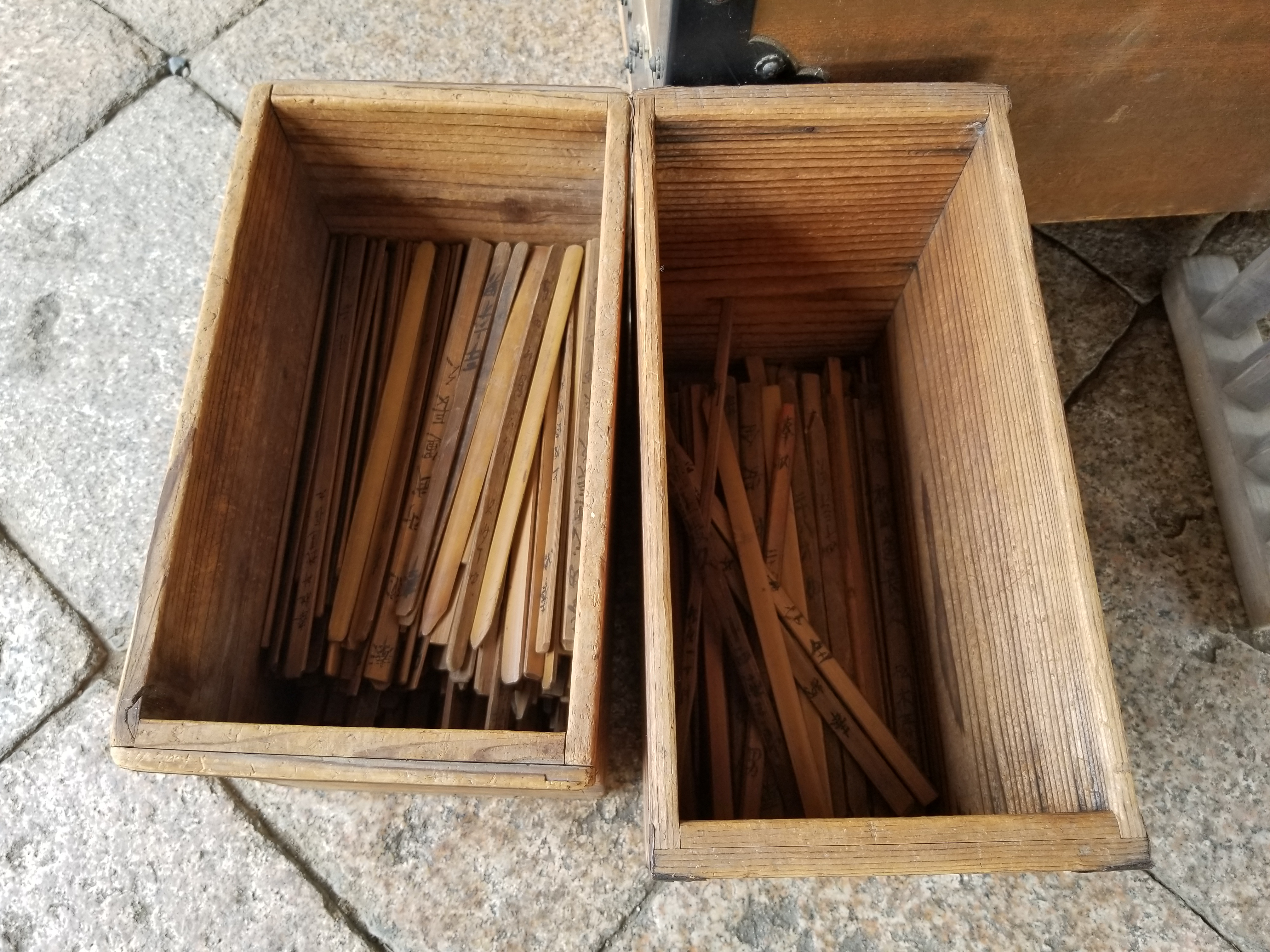
お千度詣りで使用するお千度札

## 年中行事
- 1月1日　若水神事
- 1月7日　七種神事（七草粥）
- 2月中卯日　御弓始め神事
- 4月17日　例大祭
- 7月31日15時、23時　茅の輪神事
- 9月第3土曜日　神能奉納
- 10月上旬（年によって変更有り）　神幸祭

最終日の神輿巡幸では、3基の神輿のほか、獅子若、猿田講社、武者行列（奴振りを伴う）、稚児行列の行列が時間差をもって氏子地域を終日、巡行する。
- 11月15日　御火焚祭
- 12月中卯日　醸造初神事

## 文化財

### 重要文化財
- 本殿
- 表門
- 金熨斗付太刀（きんのしつきたち） - 備前長光が作ったとされる。

### 京都府指定有形文化財
- 拝殿

### 京都市指定天然記念物
- 御香宮神社のソテツ

### その他
- 算額 - 文久3年（1863年）西岡天極斎奉納 。絵馬堂に掲額。
- 算額 - 天和3年（1683年）山本宗信奉納（復元）、絵馬堂に掲額。八坂神社に答えの算額がある。

## 交通
- 近鉄京都線 桃山御陵前駅より東へ約170メートル
- 京阪本線 伏見桃山駅より東へ約270メートル
- JR奈良線 桃山駅より西へ約350メートル
- 京都市営バス 御香宮前バス停すぐ
- 近鉄バス 桃山バス停すぐ